# Iztok Purič
Iztok Purič, slovenski politik in organizator; * 9. april 1954.
Purič je nekdanji slovenski minister brez listnice, pristojen za kohezijo. na Visoki šoli za organizacijo dela v Kranju je diplomiral leta 1985, leta 1996 pa tudi magistriral. Nadalje je deloval v izobraževanju starejših in podjetjih Žito in Exoterm. Kasneje se je zaposlil na Javnem gospodarskem zavodu Protokolarne storitve Republike Slovenije na Brdu pri Kranju, kjer je bil sprva dve leti vodja tehničnega sektorja, med letoma 2000 in 2012 pa tudi direktor zavoda.
Po odstopu Marka Bandellija ga je Stranka Alenke Bratušek predlagala za novega kohezijskega ministra v Šarčevi vladi. Funkcijo je nastopil 19. decembra 2018. Iz osebnih razlogov je s položaja odstopil 20. septembra 2019.

## Sklic
1. 1 2  »Arhiv spletišč državne uprave | GOV.SI«. www.arhiv-spletisc.gov.si. Pridobljeno 14. oktobra 2021.
2. ↑  »Novi minister za kohezijo je Iztok Purič«. Vsa resnica na enem mestu - Svet24.si. Pridobljeno 14. oktobra 2021.
3. ↑  »Odstopil je minister za razvoj in kohezijo«. RTVSLO.si. Pridobljeno 14. oktobra 2021.
4. ↑  »Nepričakovan odstop. Neuradno: Purič naj bi bil že dalj časa v sporu z Bratuškovo«. siol.net. Pridobljeno 14. oktobra 2021.